# 狐突
狐突（？—前637年），姬姓，狐氏，字伯行，中国春秋時代晋国大夫，晋文公的外祖父。狐突是唐叔虞的后代沦落于狄族的枝属。他有先見之明，出仕晋武公，武公之子晋献公娶狐突的女儿生重耳，儿子狐偃和狐毛为重耳门下。太子申生进攻东山的皋落氏，狐突驾御战车，先友作为车右。前656年，驪姬之乱使晋国混乱，狐偃劝重耳流亡外国。重耳开始了19年国外流亡。开始住在北狄，后来继位为晋惠公的夷吾密谋行刺重耳，重耳与包括舅舅狐偃、狐毛在内的属下大夫们流亡中原。
前637年，晋惠公的儿子晋怀公即位，命令狐突召还狐偃和狐毛。狐突说要教儿子忠义，没有从命，晋怀公将伯父重耳外祖父狐突囚禁，将其杀害。